# Parafia Świętych Apostołów Piotra i Pawła w Terebleczu
Parafia Świętych Apostołów Piotra i Pawła w Terebleczu – parafia rzymskokatolicka terytorialnie i administracyjnie znajdująca się w archidiecezji lwowskiej, w dekanacie Czerniowce. W parafii posługują księża archidiecezjalni. Według stanu na marzec 2024 proboszczem parafii był ks. Paweł Czyrk z parafii MB Bolesnej w Hliboce, którego probostwo w tejże parafii wynika z zasad przynależności posługi. 